# 12620 Simaqian
A 12620 Simaqian (ideiglenes jelöléssel 6335 P-L) a Naprendszer kisbolygóövében található aszteroida. Cornelis Johannes van Houten,  Ingrid van Houten-Groeneveld és Tom Gehrels fedezte fel 1960. szeptember 24-én.